# Phillip Araos
Phillip Michael Thomas Araos Maita (Antofagasta, 10 de junio de 1990) es un futbolista chileno que se desempeña como delantero.

## Carrera
Llegó muy joven a las cadetes de dicho club (13 años de edad), proveniente de la ciudad de Antofagasta, de la escuela de fútbol de minera escondida, donde también representando a su ciudad participó en grandes campeonatos como los organizados en la ciudad de La Serena, donde junto a su escuela de fútbol de Minera Escondida hizo palpitar los corazones de todos los serenences. 
Convirtió más de 200 goles en las divisiones menores del club (Colo-Colo), argumento más que suficiente para que "El Artillero de Macul" (apodo que le dio su padre) fuera promovido al primer equipo en el año 2008. Debutó en Primera División el día 28 de febrero de 2009, haciendo dupla con el Lucas Barrios en delantera. Marcó el gol de su equipo frente a Rangers de Talca pero no pudo evitar la derrota de su equipo por 2-1.
El día miércoles 17 de marzo de 2009 marcó su segundo gol ante Club Deportivo O'Higgins
Además ha tenido apariciones en el equipo de fútbol playa de Colo-Colo en el Campeonato Oficial de fútbol playa de Chile 2009, aparte de la Sub-18 de Colo-Colo Campeón Del Torneo Nacional Fútbol Joven en 2008.
El 19 de agosto de 2010 es enviado a préstamo a Everton de Viña del Mar, pero todos aquellos proyectos y futuro que se veía en el jugador decaen, el jugador no marca ningún gol, tiene poca continuidad y además el técnico Ruletero Diego Osella decide sacarlo del plantel y enviarlo de vuelta a Colo-Colo antes que termine el campeonato debido a su poco compromiso con el club y su nulo aporte. Además antes de irse tuvo problemas con jugadores del plantel, en especial con Rodrigo Ramírez, con quién sostuvo una discusión gatillando su partida.
En 2011 fue enviado a préstamo a Coquimbo Unido pero su paso fue desapercibido volviendo al club albo.

## Clubes
| Club                      | País   | Año       |
| ------------------------- | ------ | --------- |
| Colo-Colo                 | Chile  | 2009-2010 |
| Everton                   | Chile  | 2010      |
| Colo-Colo                 | Chile  | 2011      |
| Coquimbo Unido            | Chile  | 2011      |
| Colo-Colo                 | Chile  | 2012      |
| Deportes Puerto Montt     | Chile  | 2013      |
| AO Glyfada F.C.           | Grecia | 2013      |
| Colchagua                 | Chile  | 2014      |
| Real Juventud San Joaquín | Chile  | 2015      |
| Colchagua                 | Chile  | 2015      |
| Buenos Aires de Parral    | Chile  | 2016      |

## Palmarés

### Campeonatos nacionales
| Título           | Club               | País  | Año    |
| ---------------- | ------------------ | ----- | ------ |
| Primera División | Colo-Colo          | Chile | 2009-C |
| Tercera A        | Deportes Colchagua | Chile | 2014   |